# Рушевине цркве у месту Сврхе
Рушевине цркве у месту Сврхе се налазе у подножју планине Волујак, на територији општине Клина, на Косову и Метохији. Представљају непокретно културно добро као споменик културе.
Село Сврхе је удаљено десетак километара од Клине. На стеновитом брежуљку изнад села видни су само темељи старе цркве Сврха Волујачких из 14. века и само понеки преостали надгробни споменик на старом гробљу. Подно брега са црквиштем је извориште, по коме се то место и зове Врело.

## Основ за упис у регистар
Решење Покрајинског завода за заштиту споменика културе у Приштини, бр. 513 од 20. 7. 1966. г. Закон о заштити споменика културе ( Сл. гласник СРС бр. 51/59).